# Milà-Sanremo 1980
La Milà-Sanremo 1980 fou la 71a edició de la Milà-Sanremo. La cursa es disputà el 19 de març de 1980 i va ser guanyada per l'italià Pierino Gavazzi, que s'imposà a l'esprint a la meta de Sanremo. Giuseppe Saronni acabà segon per tercer any consecutiu.
264 ciclistes hi van prendre part, acabant la cursa 154 d'ells.

## Classificació final
|    | Ciclista            | Equip                          | Temps      |
| -- | ------------------- | ------------------------------ | ---------- |
| 1  | Pierino Gavazzi     | Magniflex-Olmo                 | 6h 42' 07" |
| 2  | Giuseppe Saronni    | Gis Gelati-Colnago             | m. t.      |
| 3  | Jan Raas            | TI-Raleigh-Creda               | m. t.      |
| 4  | Sean Kelly          | Splendor-Admiral-TV Ekspres    | m. t.      |
| 5  | Roger de Vlaeminck  | Boule d'Or-Colnago-Studio Casa | m. t.      |
| 6  | Francesco Moser     | Sanson-Campagnolo              | m. t.      |
| 7  | Jacques Bossis      | Peugeot-Esso-Michelin          | m. t.      |
| 8  | Klaus Peter Thaler  | Teka                           | m. t.      |
| 9  | Giuseppe Martinelli | San Giacomo-Benotto            | m. t.      |
| 10 | Fons de Wolf        | Boule d'Or-Colnago-Studio Casa | m. t.      |